# Alfred Dittmann
Alfred Dittmann (* 18. November 1906 in Neuteich; † 18. August 1971 in Lüneburg) war ein deutscher SS-Obersturmführer und als Arbeitseinsatzführer in den Konzentrationslagern Ravensbrück und Mauthausen eingesetzt.

## Leben
Alfred Dittmann war Sohn eines selbständigen Sattlermeisters Franz Dittmann. Nach dem Tod seines Vaters im Jahr 1912 musste er gemeinsam mit seinen beiden Geschwistern für den Lebensunterhalt der Familie sorgen. Er arbeitete als Erntehelfer, Zeitungsausträger oder Wasserträger, wodurch ein geregelter Schulbesuch nicht möglich war. Dennoch erlangte er einen Schulabschluss, eine daran anschließende Handwerksausbildung konnte er jedoch nicht antreten. Im Oktober 1920 begann er eine Lehre bei der landwirtschaftlichen Buchführungsstelle des Landkreises Großes Werder, wo er trotz seines Lehrlingsstatus volles Gehalt beziehen konnte. Nach Beendigung der dreijährigen Lehrzeit bekam er bei der Danziger Bauernkammer eine Anstellung als Buchhalter, die er bis zum Jahr 1936 behielt.
Zum 1. Dezember 1930 trat er der NSDAP bei (Mitgliedsnummer 397.891). Am 1. Juli 1931 wurde er Mitglied der SS (SS-Nr. 11.090). Bis zum 15. Februar 1935 führte er den 10. Sturm der 71. SS-Standarte mit Sitz in Neuteich. Danach wurde er bis zum 1. Januar 1937 als Fürsorge-Referent des 3. Sturmbannes der 71. SS-Standarte eingesetzt. Nachdem er am 31. Dezember 1936 seine zivile Anstellung aufgegeben hatte, wurde er hauptamtlicher Adjutant und persönlicher Referent der in Danzig stationierten 36. SS-Standarte, wo er bis zum 28. Februar 1938 blieb. 
Am 28. August 1939 meldete er sich freiwillig zum Kriegsdienst bei der SS und wurde drei Tage später zum SS-Wachsturmbann Eimann einberufen, das kurz darauf die Eisenbahndirektion Danzig erstürmte und sich am Kampf um die Westerplatte beteiligte. Dittmann beteiligte sich an der Einnahme von Gotenhafen am 14. September 1939 sowie an Kampfhandlungen in Dirschau, Berent und Schöneck. Er wurde daraufhin als Zugführer bei der Kommandantur der Zivilgefangenenlager Neufahrwasser und Stutthof eingesetzt.
Nach der Auflösung seiner Einheit am 1. November 1940 wurde er der Kommandantur des Zivilgefangenenlagers Stutthof zugeteilt. Einen Monat später, am 1. Dezember 1940, wurde er zu dessen Lagerführer ernannt. Am 30. April 1941 ernannte ihn Lagerkommandant Max Pauly zum Lagerführer des Außenlagers Elbing, einige Monate später wurde er jedoch wieder in das Hauptlager rückversetzt. Nach einem Besuch durch Heinrich Himmler erhielt Stutthof am 7. Januar 1942 offiziell den Status eines Konzentrationslagers, Dittmann wurde nach einer 14-tägigen Einarbeitung im KZ Sachsenhausen kurzzeitig dessen 1. Schutzhaftlagerführer. Noch im Frühjahr 1942 wurde Dittmann Arbeitseinsatzführer im KZ Stutthof. In derselben Funktion wurde er im Oktober 1942 in das KZ Ravensbrück und am 12. Juni 1944 in das KZ Mauthausen versetzt. Als Arbeitseinsatzführer war Dittmann für die Organisation und Durchführung der Zwangsarbeit sowie für die Verschickung von Häftlingen zur Zwangsarbeit in die Außenlager des KZ Mauthausen verantwortlich. Nachdem Dittmann im Zuge eines Trinkgelages geäußert hatte, dass er nicht an den Endsieg glaube, kam es zu einer Schlägerei mit Stabsscharführer Karl Struller, der den Vorfall bei Kommandant Franz Ziereis meldete. Im Februar oder März 1945 wurde Dittmann vor dem SS- und Polizeigericht Wien wegen Defätismus verurteilt. Er war kurzzeitig in Mauthausen im Lagergefängnis inhaftiert, von wo aus er seiner eigenen Aussage zufolge vor Kriegsende einer Bewährungseinheit zugeteilt war.
Am 13. Mai 1945 wurde er in Neumarkt bei Freistadt in Oberösterreich von der US Army gefangen genommen. Dittmann durchlief bis zum Jahr 1946 diverse Kriegsgefangenenlager und kam nach Entlassung aus der Kriegsgefangenschaft aufgrund seiner Mitgliedschaft in der SS in Internierungshaft, die er im Internierungslager Ludwigsburg und im Internierungslager Dachau verbrachte. Im Jahre 1947 wurde er den britischen Behörden übergeben und in einem Spruchkammerverfahren wegen seiner SS-Mitgliedschaft zu vier Jahren Haft verurteilt, jedoch unter Anrechnung seiner Kriegsgefangenschaft bereits am 15. Dezember 1949 aus der Haft entlassen. Nach seiner Entlassung war Dittmann zwei Jahre lang arbeitslos, lernte dann aber eine Witwe kennen, die in Niedersachsen eine Gaststätte mit dazugehöriger Landwirtschaft betrieb. Dittmann half zuerst in der Land- und Gastwirtschaft aus und übernahm letztere schließlich als Gastwirt.